# دايفيد بيريز
دايفيد بيريز (بالإسبانية: David Pérez Arteaga)‏ (1 ديسمبر 1981 إشبيلية إسبانيا - ) هو لاعب كرة قدم إسباني، يلعب كلاعب وسط، لعب 316 مباراة وسجل 46 هدف.

## مسيرته

### مسيرته مع الأندية
- 2000 - 2002 لعب مع إشبيلية أتلتيكو 36 مباراة سجل خلالها 7 أهداف.
- 2001 - 2004 لعب مع نادي إشبيلية 5 مباريات.
- 2003 - 2004 لعب مع ريكرياتيفو 14 مباراة.
- 2004 - 2005 لعب مع أتلتيكو مدريد ب مباراتين.
- 2005 - 2005 لعب مع نادي الخيسيراس 13 مباراة.
- 2005 - 2006 لعب مع إيسيخا بالومبيي 32 مباراة سجل خلالها 6 أهداف.
- 2006 - 2011 لعب مع نادي قرطبة 164 مباراة سجل خلالها 29 هدف.
- 2011 - 2014 لعب مع نادي ساباديل 50 مباراة سجل خلالها 4 أهداف.

## روابط خارجية
- دايفيد بيريز على موقع قاعدة بيانات كرة القدم.إي يو (الإنجليزية)
- دايفيد بيريز على موقع Soccerway.com (الإنجليزية)
- دايفيد بيريز على موقع AS.com (الإسبانية)